# J.Fla
J.Fla(제이플라, 본명: 김정화, 1987년 6월 10일~)는 대한민국의 가수이자 유튜버이다. 2011년 8월 비욘세의 Halo를 본인의 유튜브 채널인 JFlaMusic에 올린 것이 첫 활동이었다. 2013년에는 소니 엔터테인먼트 뮤직과 계약을 체결했고, 이후 오스테리오와 계약을 체결했다. 2022년에 자신의 회사인 GOODSEN Entertainment를 설립했다.

J.Fla는 외국의 유명한 가수들의 곡을 직접 피처링하거나, 본인이 직접 작사 작곡한 곡들을 매주 금요일에 유튜브에 올리고 있다. 2018년 3월 15일에 대한민국 유튜버 순위에서 1위를 달성했으며 2019년 10월 25일에는 대한민국 최초로 다이아몬드 버튼을 수상한 유튜버가 되었다.

## 활동
본인이 직접 작사 작곡한 곡들중 '그래도 좋아, 화살, 그때 우리, 왜, 파란하늘, 그리 쉽진 않겠죠, 벌써2년, 너에게 닿기를, 등과 같은 노래들은 영문으로 번역해서 새롭게 불러주기를 원하는 무수히 많은 팬들마저 존재한다.
현재 Ostereo라는 영국 솔퍼드의 엔터테인먼트 대행업체를 통해서 Cover 음반 발매를 하고 있다.
2017년 11월에 개봉한 영화 저스티스 리그의 OST인 Come Together의 뮤직비디오 촬영에 참여해 원더우먼의 역할을 맡았다.
2017년 12월 22일에 공연 예정이었던 "Conor Maynard First Live In Seoul" 콘서트에서 코너 메이너드와 함께 올라가는 무대가 잡혔었지만 기획사인 플루커스 대표자가 갑작스럽게 사망함에 따라 공연이 취소되었다.
2021년 여름부터 개인사정으로인해 영상을 조금씩 밖에 못올리고있다.
2023년 6월 8일에 첫 정규앨범 Burn The Flower가 발매되었다.

## 자작곡

### 바보같은 스토리 (2013)
1. 바보같은 Story
2. 그래도 좋아
3. Ehs (돈)
4. 바보같은 Story (Edit Ver.)
5. 바보같은 Story (Inst.)

### 화살 (2014)
1. 화살 (Arrow)
2. 그때 우리 (At The Time We Were)
3. 바보같은 Story (Remake Ver.)

### 왜 (2015)
1. 왜 (Why)

### 찬란육리 (2016)
1. 파란하늘
2. 그리 쉽진 않겠죠
3. 벌써 2년
4. 와 빠르다
5. 나는 됐다

### 너에게 닿기를 (2016)
1. 너에게 닿기를
2. 나의 작은 기적
3. 너에게 닿기를 (inst)

### Baby Baby Baby (2016)
1. Baby Baby Baby

### 파란 하늘 (2016)
1. 파란 하늘
2. 화살
3. 벌써 2년

### Good Vibe (2019)
1. Good Vibe

### Are You My Villain (2019)
1. Are You My Villain

### Starlight (2019)
1. Starlight

### Burn The Flower (2023)
1. My Childhood Dream
2. Invisible Me
3. Telecaster
4. A Four Leaf Clover
5. To Me
6. Bedroom Singer
7. The Hare
8. Before I Met You
9. Nineteen
10. Sorry I Made You Wait

### Colours: The First (2024)
1. 바이올렛
2. 오로라
3. 우리만의 콘서트

### Colours: The Second (2024)
1. 한마디라도 더 할걸
2. 다시 잘 지내자
3. Little Dreamer

### Colours: The Third (2024)
1. 저녁 바다라도 괜찮아
2. Mirage

### Colours: The Last (2024)
1. 금빛 시간
2. The Youth

### Idea: Golden Key (2024)
1. Idea: Golden Key

### You Are Beautiful (2024)
1. You Are Beautiful

### Alien (2024)
1. Alien

## 커버곡
- 에드 시런 - Shape Of You
- 루이스 폰시 - Despacito
- 체인스모커스- Don't Let Me Down
- 체인스 모커스 - Closer
- 찰리 푸스 - Attention
- 아비치- Wake Me Up
- 테일러 스위프트- Look What You Made Me Do
- 클린 밴딧- Rockabye
- 체인스모커스 & 콜드플레이 - Something Just Like This
- 제드- Stay
- 아리아나 그란데- Side To Side
- 카밀라 카베요- Havana
- 어게인스트 더 커렌트- legends never die
- 셀린 디온- My heart will go on
- 보이즈 라이크 걸스- thunder
- 나오미 스콧- speechelss
- 마룬 5- memories
- 앨런 워커- The spectre
- 이매진 드래곤스- believer
- 앤마리- 2002
- 앤마리- friends

......other

## 매쉬업 커버곡
- Let Me Love You & Faded ( MASHUP )
- We Don't Talk Anymore & I Hate U I Love U ( MASHUP )
- Alan Walker - Alone & Sing Me To Sleep ( MASHUP )
- See You Again & One Call Away ( MASHUP )
- Bad Things & I Don't Wanna Live Forever ( MASHUP )
- Shawn Mendes - Treat You Better & Mercy ( MASHUP )
- All We Know & Don't Wanna Know - The Chainsmokers & Maroon 5 ( MASHUP )